# کاسالاتیکو
کاسالاتیکو (به ایتالیایی: Casalattico) یک کومونه در ایتالیا است که در استان فروزینونه واقع شده‌است.

## خصوصیات
کاسالاتیکو ۲۸ کیلومترمربع مساحت و ۶۵۶ نفر جمعیت دارد و ۴۲۰ متر بالاتر از سطح دریا واقع شده‌است.

## خواهرخوانده
شهر نیس (ایرلند) خواهرخواندهٔ کاسالاتیکو هست.